# Hysteria.sk
Hysteria.sk je internetový portál, který sdružuje skupinu hackerů. Počátky sahají až do roku 1997. Skupina během svého působení napadla několik desítek veřejně známých webů a portálů
Oficiálně ukončen provoz 4. září 2006, po problémech plynoucích z útoku na Národní Bezpečnostní Úřad Slovenské republiky, provoz byl obnoven v roce 2009.